# Dominique Souchet
Dominique Souchet este un om politic francez, membru al Parlamentului European în perioada 1999-2004 din partea Franței.
1. ↑  Dominique Souchet, base Sycomore, accesat în 9 octombrie 2017
2. ↑  The International Who's Who of Women 2006[*] Verificați valoarea |titlelink= (ajutor)